# Prisioner Zero
Prisoner Zero es una serie animada australiana de acción y aventuras de ciencia ficción para niños producida por Planet 55 Studios. Planet 55 Studios era en realidad parte del grupo de empresas Big Finish. Muchos de los actores involucrados en el drama de audio lanzado por Big Finish Productions Limited habían acordado a través de sus contratos el lanzamiento de su trabajo en disco compacto, pero no en formato de descarga digital, lo que requería que se les pagara una tarifa adicional a todos. Prisoner Zero sigue las aventuras de Tag, Gem y Del y su misterioso amigo Prisoner Zero. Estos cuatro amigos tienen la misión de liberar a los esclavizados en todo el cosmos del malvado Imperium, dirigido por el general Vykar.

## Argumento
La serie sigue a dos héroes adolescentes, Tag y Gem, con su amigo, el personaje principal Prisoner Zero. Deben detener al Imperio, que ha esclavizado a la humanidad a través de un sistema digital, el Bioweve, liberando a la población y detener al malvado General Vykar.

## Personajes
- Prisoner Zero: un hombre misterioso que es amigo de Tag, Gem y Del. Su memoria ha sido borrada por el Imperio, quizás varias veces. Expresado por Alexander Vlahos.
- Del Rev: un rebelde un poco imprudente que está casado con Bowi. Expresado por John Schwab. En una encarnación anterior, con la producción ejecutiva de Austen Atkinson, Robert Firth interpretó a Del Rev en 4 episodios. No estuvo disponible para el reinicio.
- Gem Coll: una luchadora niña de 14 años que robó el barco Rogue de Cav Anaton. Sus padres murieron cuando ella era joven y piensa en Del y Bowi como sus padres.
- Tag Anaton: un niño de 14 años que inicialmente se muestra reacio a unirse a la tripulación del Rogue. Es hijo de una familia prominente de Imperium y, a menudo, actúa como un mocoso malcriado, pero su genio de la piratería ha ayudado a la tripulación en múltiples ocasiones.
- Guardián: un androide (no un robot) programado para proteger a Tag Anaton. Más tarde se integró con el sistema de inteligencia artificial de Rogue.
- Bibliotecario: un mago alienígena azul de 8 pies de altura que vive en las entrañas de la nave. Aunque desarrolla una estrecha amistad con Zero, tiene sus propios secretos y motivos. Expresado por Gary Martin.
- General Rakshiff Vykar: el villano principal de la serie. Busca el máximo poder y está dispuesto a destruir a cualquiera que se interponga en su camino.

## Producción
La serie se lanzó por primera vez a ABC en 2012 como reemplazo de Star Wars: The Clone Wars. El programa sería el primero en tener su animación producida íntegramente en Australia.La narración del programa estuvo influenciada por una mezcla de narraciones occidentales tradicionales como Avatar: The Last Airbender y Doctor Who, con el estilo de animación influenciado por el anime japonés. Gary Russell se desempeñó como productor ejecutivo y escritor principal con Josh Campbell como productor y director de la serie.
Aunque no se ha publicado información sobre una segunda serie, el final de la serie, así como los comentarios de Campbell, implican que al menos se planeó una en algún momento.

## Lanzamiento del DVD
El primer DVD "Rogue" fue lanzado como disco único de la Región 4 el 2 de noviembre de 2016 por ABC en Australia. El segundo lanzamiento, "Historia", fue lanzado como un disco único de la Región 4 el 1 de febrero de 2017 por ABC en Australia. El tercer lanzamiento, "The Codec", fue lanzado como un disco único de la Región 4 el 7 de junio de 2017 por ABC en Australia.